# 傑克遜鎮區 (密蘇里州戴維斯縣)
傑克遜鎮區（英語：Jackson Township）是位於美國密蘇里州戴維斯縣的一個行政鎮區。

## 地方資料
傑克遜鎮區的面積為127.34平方千米，當中陸地面積為125.82平方千米，而水域面積為1.52平方千米。根據2020年美國人口普查的數據，當地共有人口697人，而人口密度為每平方千米5.47人。